# زلزال أرمينيا 1988

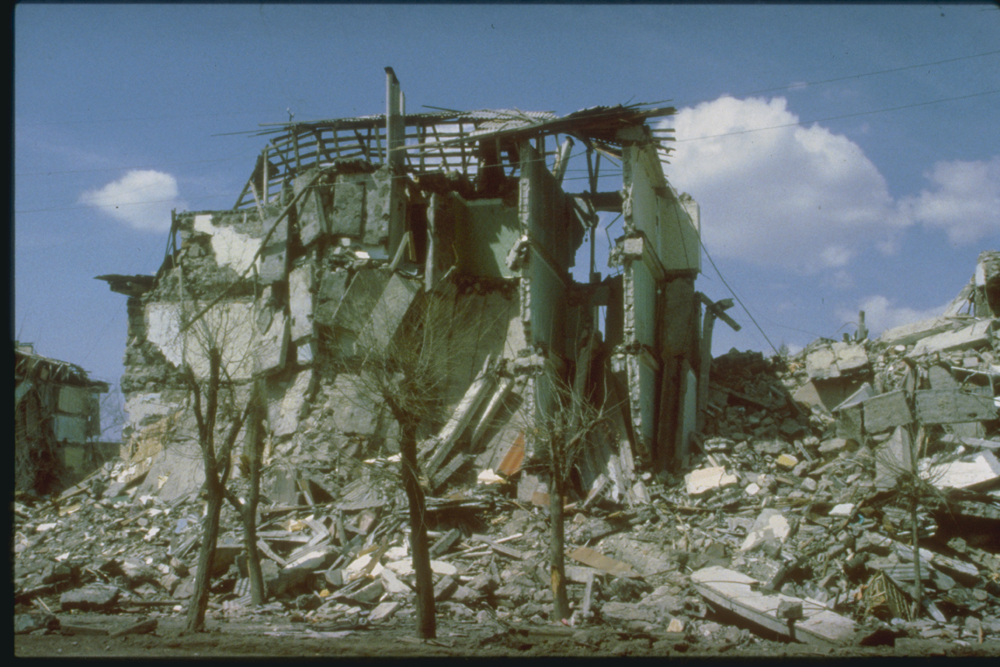
مبان مدمرة في لينيناكان

حدث زلزال أرمينيا 1988، المعروف أيضاً باسم زلزال سبيتاك (أرمنية: Սպիտակի երկրաշարժ) في المنطقة الشمالية من أرمينيا (التي كانت جزء من الاتحاد السوفيتي وقتها) يوم الأربعاء الموافق 7 ديسمبر 1988 الساعة 11:41 بالتوقيت المحلي. قتل ما بين 25,000 إلى 31,000 شخص بالإضافة إلى نحو 130,000 مصاب.